# Nationalfeiertag

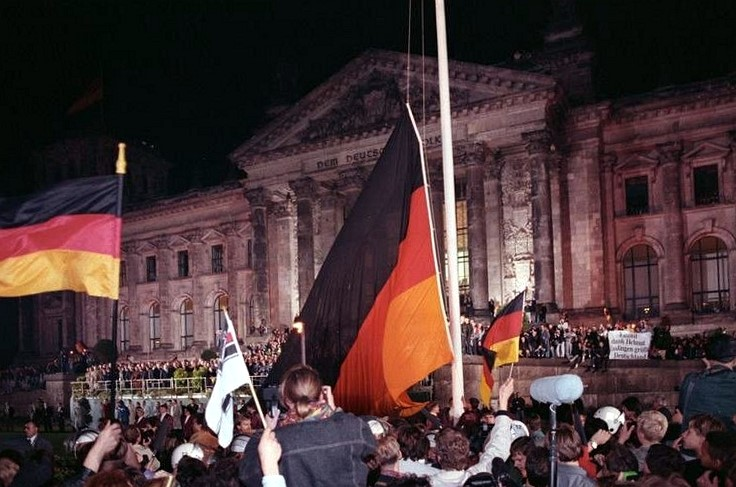
Tag der Deutschen Einheit: In der Nacht vom 2. auf den 3. Oktober 1990 wurde um Mitternacht die Fahne der Einheit an einem großen Fahnenmast vor dem Reichstagsgebäude in Berlin gehisst.

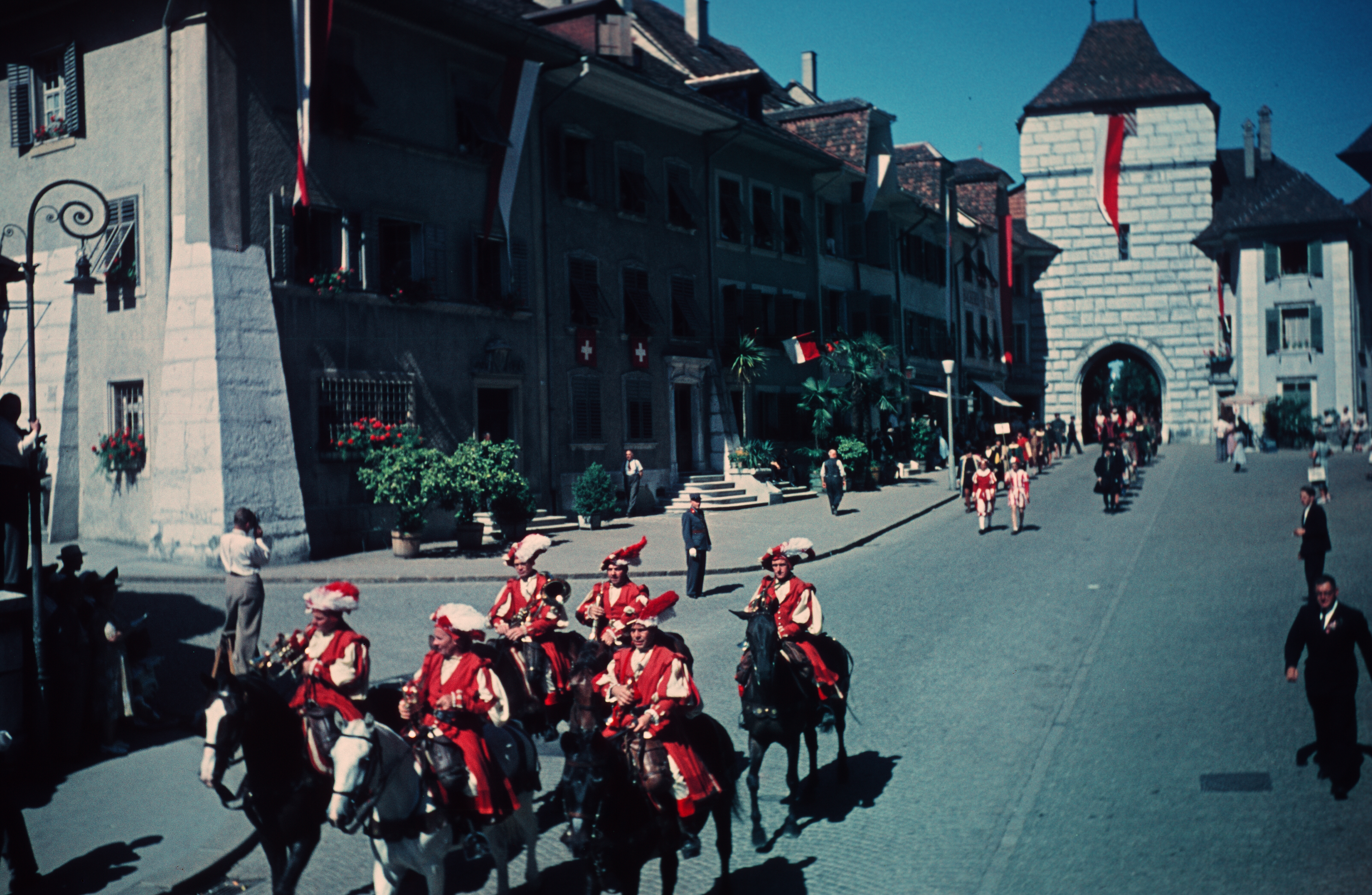
Historischer Festumzug im Jahr 1949 zum 450-Jahr-Gedenken an die Schlacht bei Dornach anlässlich der Feierlichkeiten am 1. August, der seit Ende des 19. Jahrhunderts als „Geburtstag“ der Schweiz gilt.

Ein Nationalfeiertag ist ein in der Regel gesetzlicher Feiertag, an dem der eigene Staat beziehungsweise die eigene Nation gefeiert wird. Das Datum bezieht sich auf ein Ereignis, das für den Staat beziehungsweise die Nation als wichtig oder gemeinschaftstiftend erachtet wird. Dabei werden die verschiedenen Begriffe Staat und Nation gleichgesetzt, das heißt es wird unterstellt, der Staat sei die Nation.

## Geschichtliche Ereignisse als Bezugspunkte des Datums von Nationalfeiertagen

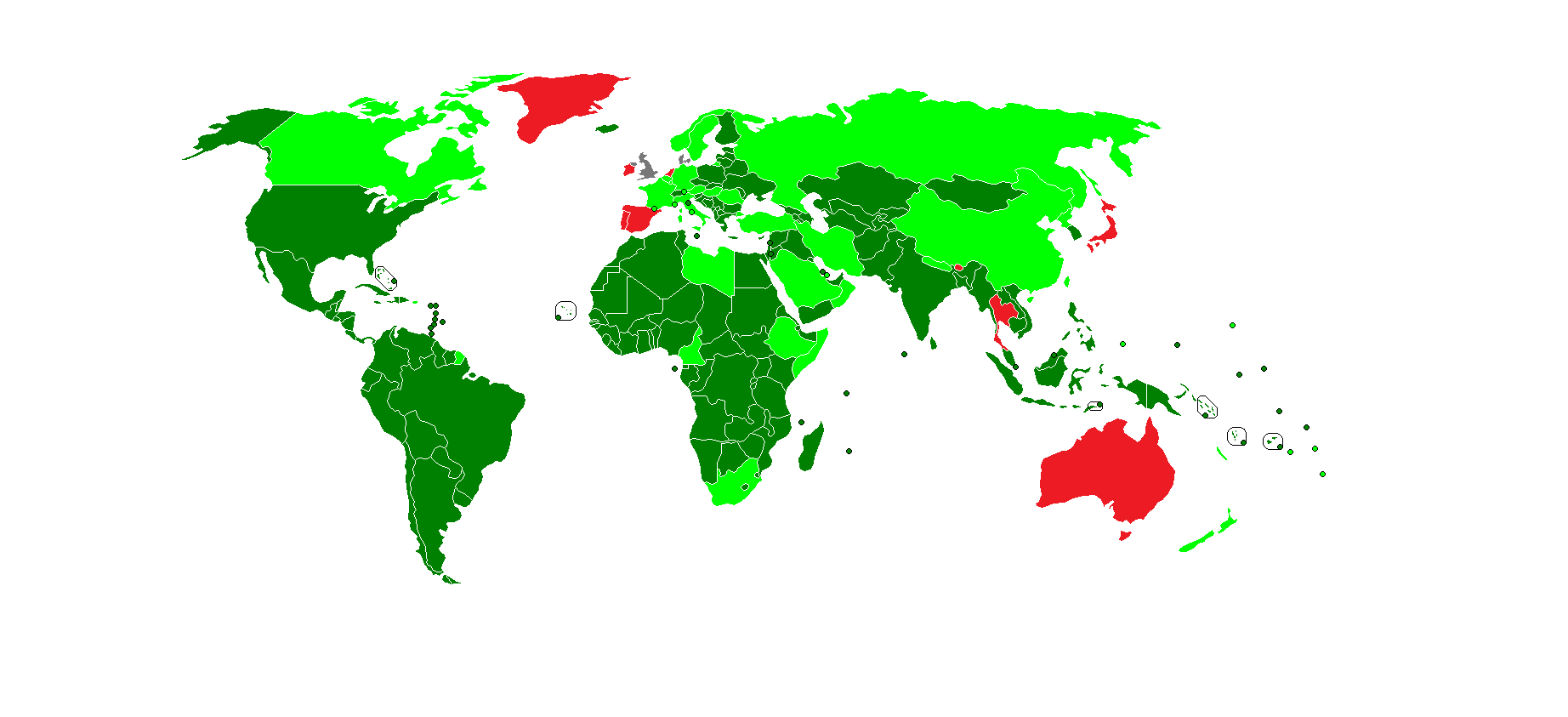
Offizielle Nationalfeiertagen:
Nationalfeiertag im Zusammenhang mit Unabhängigkeit
Nationalfeiertag im Zusammenhang mit Vereinigung/Revolution
Andere Gründe für den Nationalfeiertag
Kein offizieller Nationalfeiertag

Viele Staaten begehen ihren Nationalfeiertag am Tag der Staatsgründung oder am Tag des Erlangens ihrer Unabhängigkeit (USA: Independence Day). In Deutschland wird der 3. Oktober als Tag der Deutschen Einheit (Beitritt der DDR zur Bundesrepublik Deutschland) als Nationalfeiertag begangen. Österreich begeht seinen Nationalfeiertag am 26. Oktober, dem Tag, an dem 1955 das Gesetz über die Österreichische Neutralität beschlossen wurde und damit die Besatzungs- und Nachkriegszeit endete. In der Schweiz wird seit 1891 in Erinnerung an den Bundesbrief von 1291 der Schweizer Bundesfeiertag am 1. August begangen.
Frankreich erinnert am 14. Juli (Fête nationale oder 14 juillet) an den Sturm auf die Bastille. Es gibt Nationalfeiertage, die sich auf den Ausgang eines Krieges beziehen, wie zum Beispiel der Tag des Friedens oder auch Tag des Sieges. Einen Tag der Befreiung zum Gedenken an die Kapitulation der Wehrmacht und den Sieg über das nationalsozialistische Deutschland gibt es in Italien (25. April), den Niederlanden (5. Mai), Armenien, Aserbaidschan, Bosnien und Herzegowina, Frankreich, Kirgisistan, Polen, Kasachstan, Serbien, der Slowakei, Tschechien, Turkmenistan (alle am 8. Mai), in Georgien, Russland, Tadschikistan, Turkmenistan, der Ukraine, Usbekistan, in Belarus (alle am 9. Mai) und Albanien (29. November). Schweden begeht seinen Nationalfeiertag am 6. Juni (Tag der schwedischen Flagge), Norwegen am 17. Mai anlässlich der Verabschiedung des Grundgesetzes von 1814 (Verfassungstag). Irland hingegen legte seinen Nationalfeiertag am 17. März fest, auch genannt Saint Patrick’s Day.
Die Vatikanstadt legt ihren Nationalfeiertag traditionell auf den Tag der Amtseinführung des amtierenden Papstes. Während des Pontifikates von Papst Leo XIV. ist dies der 8. Mai.
Manche Staaten haben auch mehrere Nationalfeiertage, wie z. B. Indien (Tag der Republik am 26. Januar, Unabhängigkeitstag am 15. August sowie Gandhi Jayanti, dem Geburtstag des „Landesvaters“ Mahatma Gandhi, am 2. Oktober).
Einige wenige Staaten haben keinen offiziellen Nationalfeiertag, wie z. B. Dänemark (inoffiziell: Grundlovsdag am 5. Juni) und das Vereinigte Königreich (siehe Nationalfeiertag (Vereinigtes Königreich)).